# NGC 1270
NGC 1270 (другие обозначения — UGC 2660, MCG 7-7-57, ZWG 540.95, PGC 12350) — эллиптическая галактика (E) в созвездии Персей. Открыта Генрихом Луи Д'Арре в 1863 году. Описание Дрейера: «очень тусклый, маленький, объект круглой формы». Ядро галактики излучает в рентгеновском и радиодиапазоне, в её центре имеется чёрная дыра с массой в 6 миллиардов M⊙.
Этот объект входит в число перечисленных в оригинальной редакции «Нового общего каталога».
Галактика NGC 1270 входит в состав группы галактик NGC 1275, помимо NGC 1270 в группу также входят ещё 53 галактики. Она, в свою очередь, входит в Скопление Персея.